# Vidya Bal
Pour les articles homonymes, voir Bal (homonymie).
Vidya Bal (Devanagari : विद्या बाळ), née le 12 janvier 1937 et morte le 30 janvier 2020, est une écrivaine et éditrice féministe marathi du Maharashtra, en Inde. Elle est une militante sociale, notamment dans le domaine de l'égalisation du statut social des femmes par rapport aux hommes en Inde.

## Biographie
Née en janvier 1937, Vidya Bal est issue d'une famille conservatrice. Elle est mariée jeune, et se retrouve mère de trois enfants avant d'avoir trente ans. Elle rejoint la rédaction du mensuel Stree (स्त्री) en 1964, puis travaille de 1983 à 1986 comme rédactrice en chef à temps plein. Après avoir quitté la direction de Stree, elle fonde le mensuel Miloon Saryajani (मिळून सार्‍याजणी) en 1989. Sa biographie Kamlaki et son roman Valvantatil Vat sont ses œuvres les plus connues. Nombre de ses écrits traitent du féminisme et des droits des femmes.
En 2016, Vidya Bal mène une bataille juridique devant la Haute Cour du Maharashtra pour que les femmes obtiennent le droit d'entrer dans divers lieux de culte. Elle est aussi une sympathisante du mouvement LGBTQI.
Elle meurt le 30 janvier 2020 à Pune, dans le Maharashtra, à l'âge de 83 ans.

## Œuvres littéraires
- Sanwad (संवाद)
- Katha Gaurichi (कथा गौरीची)
- Tumachya Majhyasathi (तुमच्या माझ्यासाठी)
- Aparajitanche Nihshwas (अपराजितांचे नि:श्वास)
- Shodh Swatahacha (शोधस्वत:चा)
- Kamalaki (कमलाकी, Biographie)